# Nonville (Vosges)
Nonville ist eine französische Gemeinde mit 188 Einwohnern (1. Januar 2022) im Département Vosges in der Region Grand Est. Sie gehört zum Arrondissement Neufchâteau und zum Gemeindeverband Les Vosges côté Sud-Ouest. Die Bewohner werden Nonvillois und Nonvilloises genannt.

## Geografie

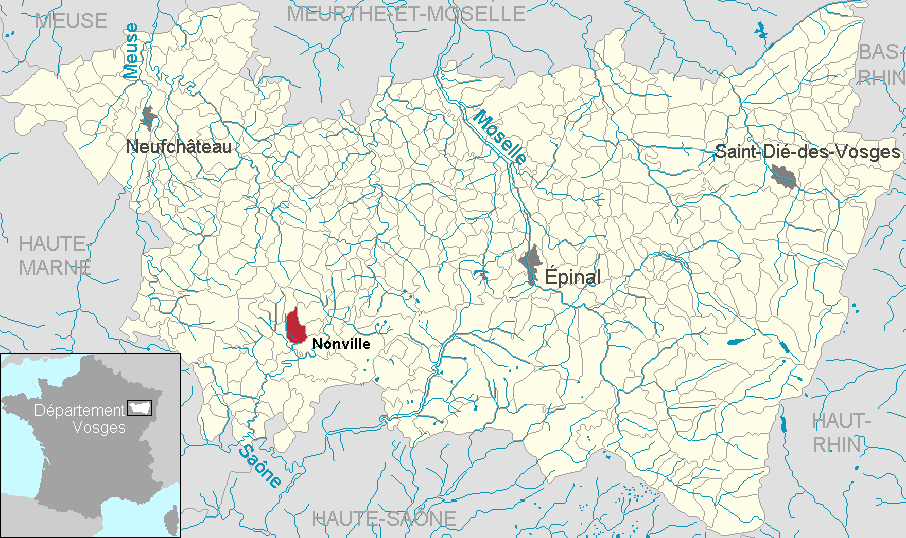
Lage der Gemeinde Nonville
im Département Vosges

Die Gemeinde Nonville liegt etwa 14 Kilometer südsüdöstlich von Vittel und etwa 38 Kilometer westsüdwestlich von Épinal.
Das Gemeindegebiet umfasst einen Abschnitt des Hügellandes Monts Faucilles. Das Gelände erreicht im Nordwesten auf 392 m fast die Wasserscheide zwischen den Einzugsgebieten von Rhein und Rhone. Nahe dem Dorfkern entspringt der Ruisseau de la Voivre, der nach Süden zur oberen Saône fließt. Nonville wird außerdem vom Flüsschen Les Ailes, dem Ruisseau de Belmont und dem Ruisseau de Quart Fontaine entwässert. Ein Drittel des Gemeindegebietes ist bewaldet (Les Grand Bois, Forêt Communale de Nonville).
Zu Nonville gehört der Ortsteil La Bambois, bestehend aus mehreren Bauernhöfen.
Nachbargemeinden von Nonville sind Relanges im Nordosten, Belmont-lès-Darney im Osten, Attigny im Südosten, Bleurville im Südwesten sowie Provenchères-lès-Darney im Nordwesten.

## Geschichte
Während des Dreißigjährigen Krieges brannten schwedische Truppen das Dorf auf ihrem Rückzug nieder.

### Bevölkerungsentwicklung
| Jahr      | 1962 | 1968 | 1975 | 1982 | 1990 | 1999 | 2006 | 2014 | 2021 |
| Einwohner | 162  | 167  | 141  | 150  | 155  | 144  | 143  | 203  | 191  |

Im Jahr 1846 wurde mit 551 Bewohnern die bisher höchste Einwohnerzahl ermittelt. Die Zahlen basieren auf den Daten von cassini.ehess und INSEE.

## Sehenswürdigkeiten
- Pfarrkirche Sainte-Catherine aus dem 19. Jahrhundert
- Mehrere Brunnen
- Wasserturm im Ortsteil Le Bambois

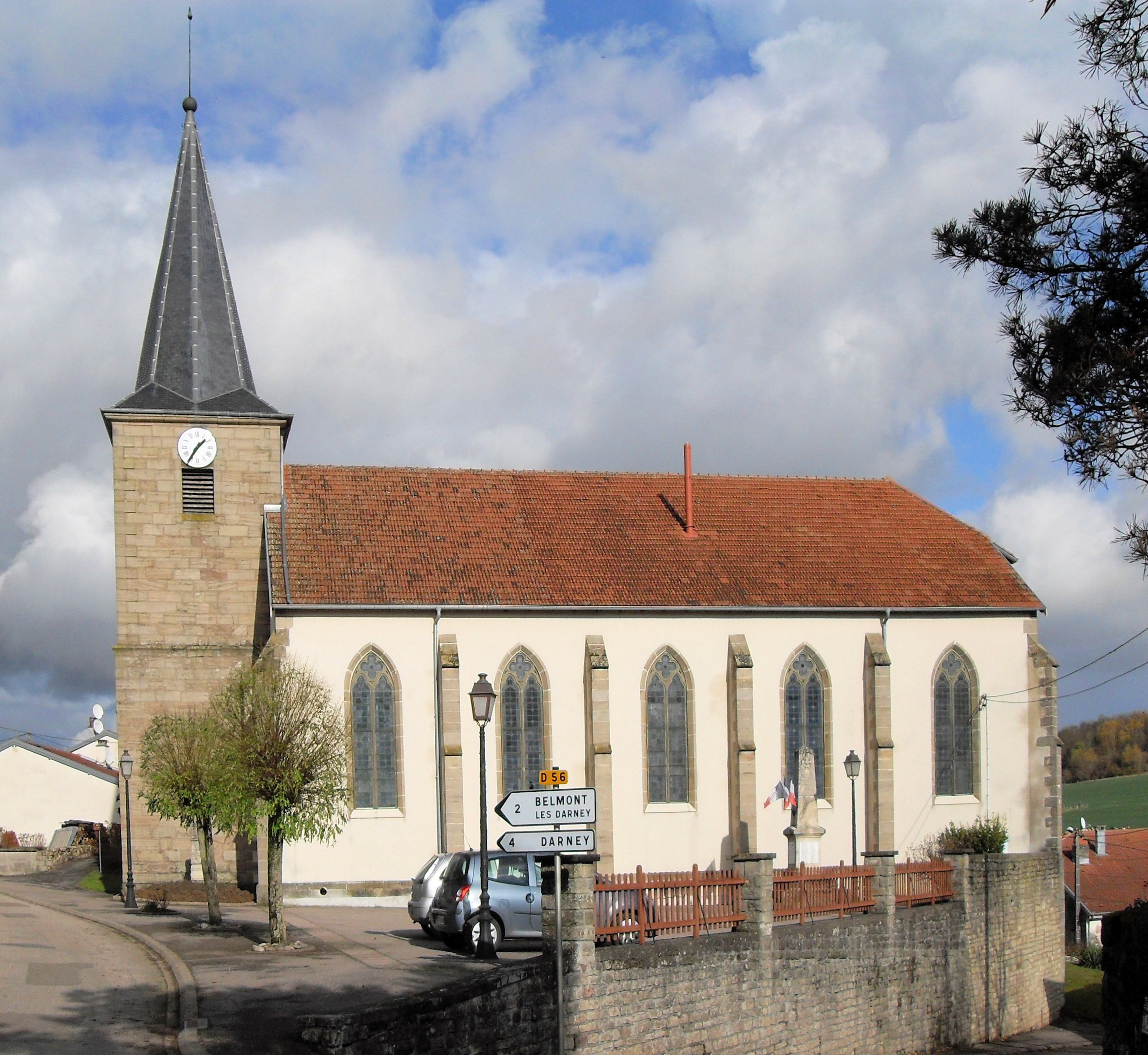
Pfarrkirche Sainte-Catherine
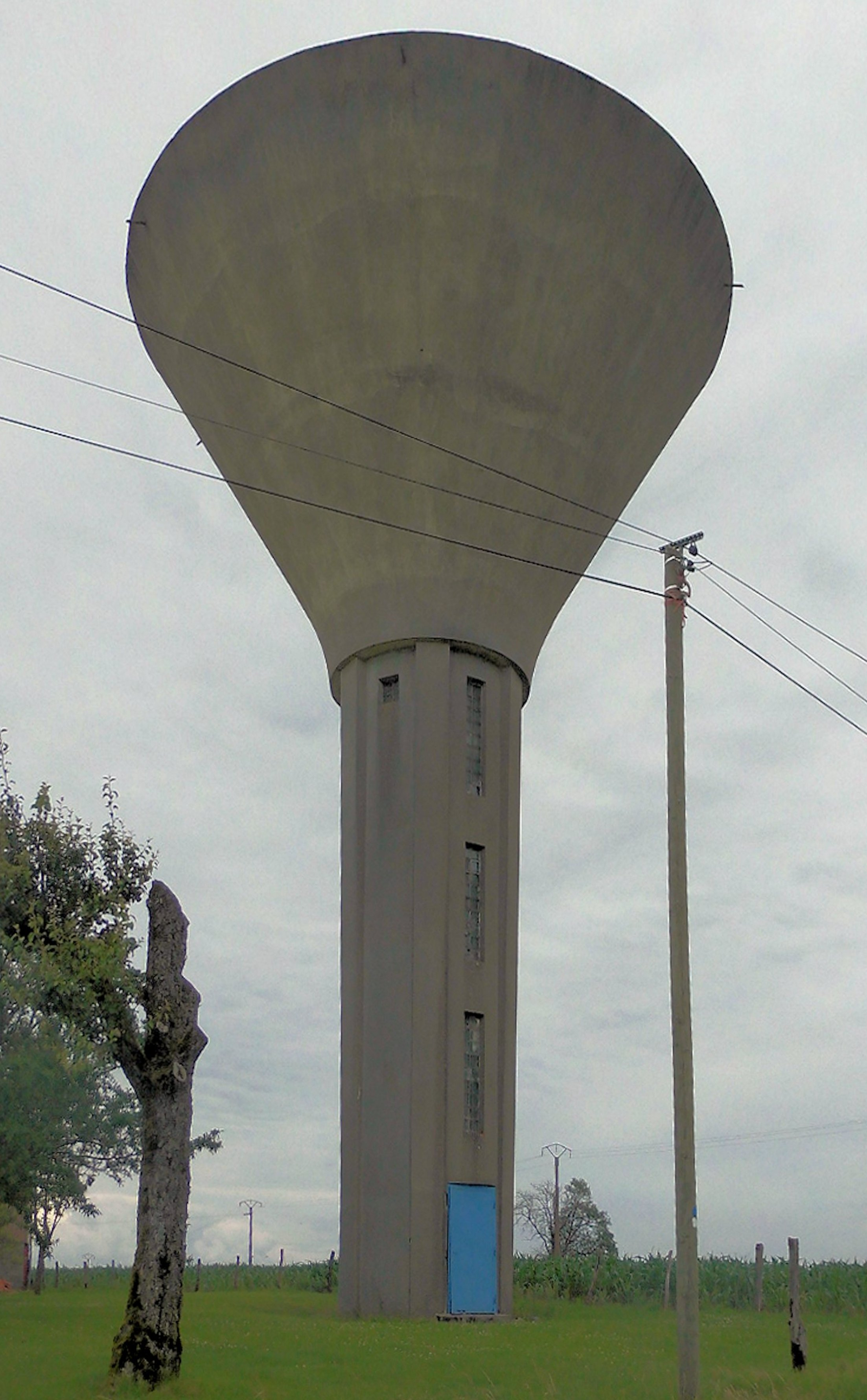
Wasserturm

## Wirtschaft und Infrastruktur
Die Landwirtschaft, insbesondere die Milchviehhaltung, spielt die Hauptrolle in der Gemeinde Nonville (sechs Betriebe). Daneben haben sich touristische Angebote etabliert (Ferienhäuser, Urlaub auf dem Bauernhof).
Durch Nonville führt die Départementsstraße D 56 (Darney-Bleurville). Im 24 Kilometer nordwestlich gelegenen Bulgnéville besteht ein Anschluss an die Autoroute A 31.

## Belege
1. ↑  Nonville auf cassini.ehess
2. ↑  Nonville auf INSEE
3. ↑  Landwirtschaftsbetriebe auf annuaire-mairie.fr (französisch)